# Pachythrix axia
Pachythrix axia är en fjärilsart som beskrevs av Turner 1942. Pachythrix axia ingår i släktet Pachythrix och familjen nattflyn. Inga underarter finns listade i Catalogue of Life.